# دانشکده حقوق دانشگاه تیرانا
دانشکده حقوق دانشگاه تیرانا (به لاتین: Faculty of Law) یک دانشگاه دولتی در آلبانی است که در تیرانا واقع شده‌است.